# Costruzione di nicchia

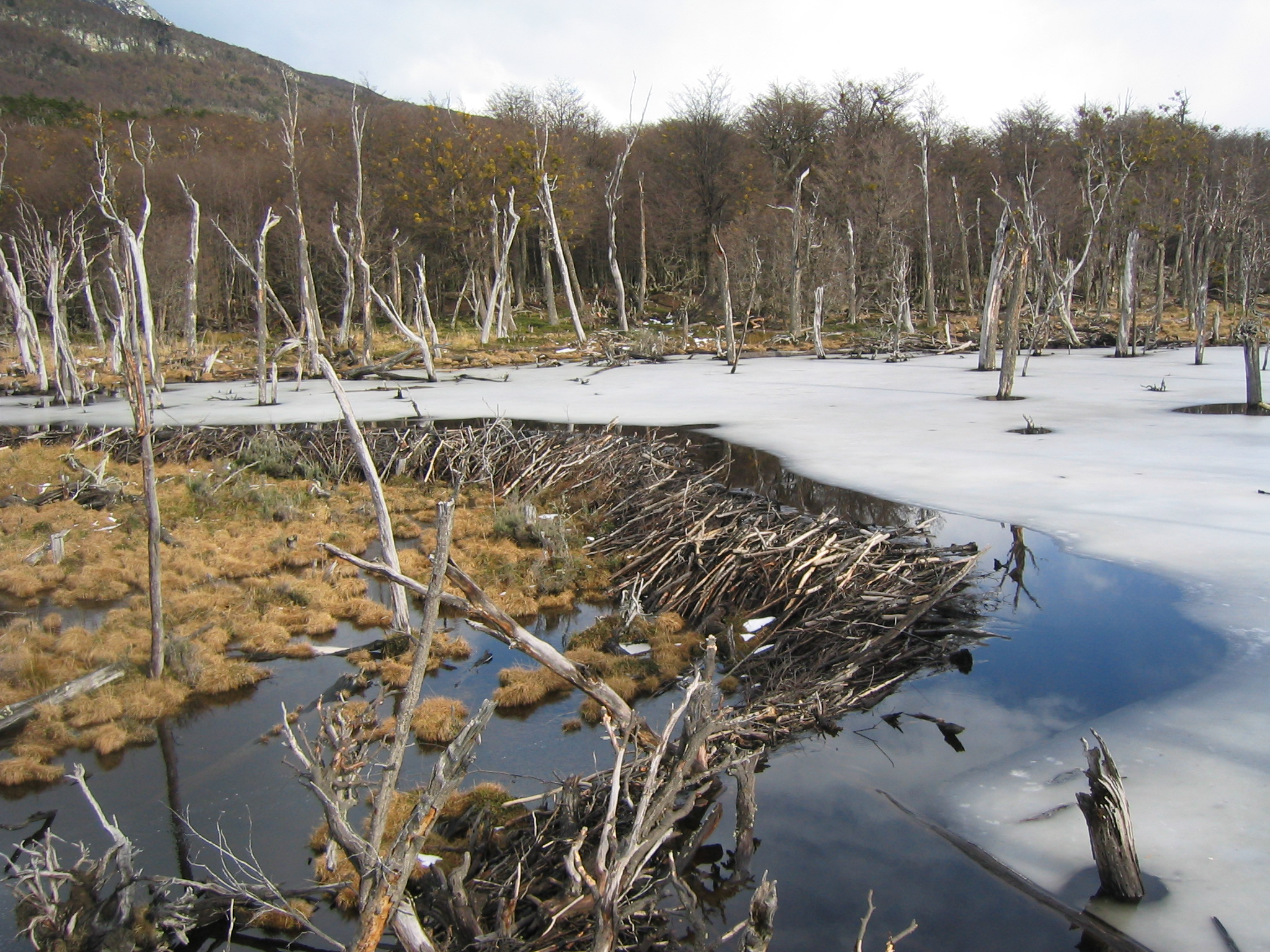
I castori occupano una nicchia biologica molto specifica nell’ecosistema: costruire dighe attraverso i sistemi fluviali.

La costruzione di nicchia è un concetto della biologia evolutiva sviluppato a partire dagli anni ottanta del Novecento. Nello specifico, è il processo mediante il quale un organismo altera il proprio ambiente locale, interferendo o interagendo con altre specie. Le alterazioni possono provocare un cambiamento fisico nell'habitat in cui vive l'organismo o in cui esso si sposta in modo attivo.
Esempi di costruzione di nicchie includono la realizzazione di nidi e tane da parte di animali e la creazione di ombra dovuta alla crescita dei vegetali. Non sempre le alterazioni sono vantaggiose per il costruttore, in quanto possono provocare un danno all'ambiente locale (per esempio, l'abbandono di detriti può degradare l'habitat).

## Evoluzione
Affinché la costruzione di una nicchia possa influenzare l’evoluzione, essa deve soddisfare tre criteri: 
- l’organismo deve modificare in modo significativo le condizioni ambientali;
- le modifiche devono influenzare una o più pressioni selettive (fattori esterni che influenzano le possibilità di sopravvivenza di un organismo nel suo ambiente) sull'organismo ricevente;
- la modifica ambientale deve produrre una risposta evolutiva in almeno una popolazione dell'habitat.[4][5]

Solo i primi due criteri forniscono la prova della costruzione di una nicchia.
Alcuni biologi hanno sostenuto che la costruzione di nicchie è un processo evolutivo che funziona in concomitanza con la selezione naturale. L'evoluzione implica che alcuni organismi guidino cambiamenti ambientali e vengono essi stessi modificati. La corrispondenza complementare tra un organismo e il suo ambiente risulta dai due processi: selezione naturale e costruzione di nicchia. L’effetto della costruzione di nicchie è particolarmente pronunciato in situazioni in cui le alterazioni ambientali persistono per diverse generazioni, introducendo il ruolo evolutivo dell’eredità ecologica, che si verifica quando gli organismi abitano un ambiente modificato creato da una generazione precedente. Questa teoria sottolinea che gli organismi ereditano due elementi dai loro antenati: i geni e un ambiente modificato. Un organismo costruttore di nicchia può o meno essere considerato un ingegnere ecosistemico. L'ingegneria degli ecosistemi è un concetto correlato ma non evolutivo che si riferisce ai cambiamenti strutturali apportati nell'ambiente dagli organismi.

## Esempi

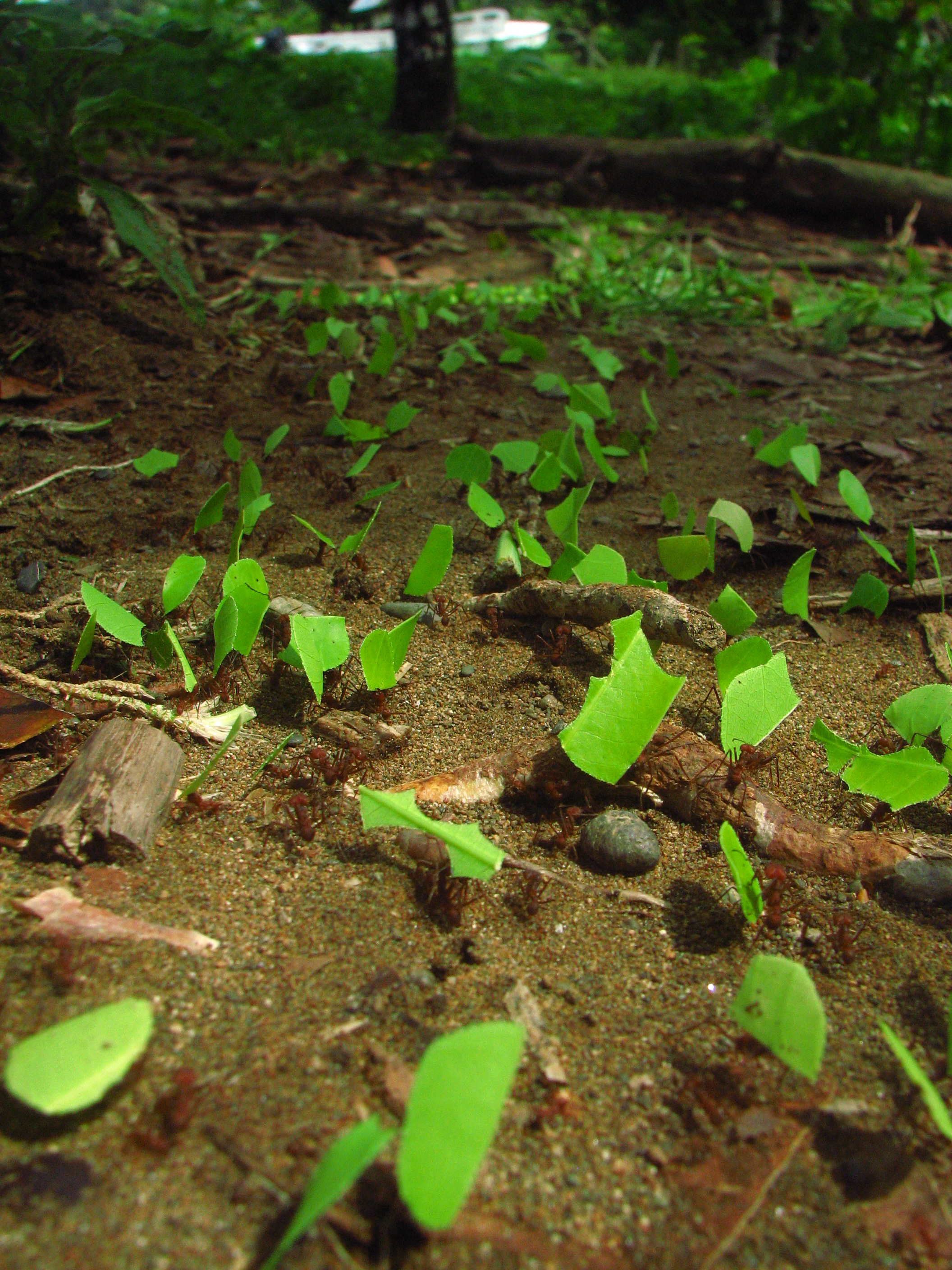
Le formiche tagliafoglie (Atta Fabricius) occupano una nicchia vitale nell’ecosistema della foresta pluviale.

Di seguito sono riportati alcuni esempi di costruzione di nicchia:
- I lombrichi modificano fisicamente e chimicamente il terreno in cui vivono. Solo modificando il suolo questi organismi, prevalentemente acquatici, possono vivere sulla terra. La lavorazione del suolo dei lombrichi apporta benefici alle specie vegetali e ad altri biota presenti nel suolo, come originariamente sottolineato da Darwin nel suo libro The Formation of Vegetal Mould through the Action of Worms[10][11].
- Le formiche del limone (Myrmelachista schumanni) utilizzano un metodo specializzato di soppressione che regola la crescita di alcuni alberi. Vivono nei tronchi degli alberi di Duroia hirsuta che si trovano nella foresta pluviale amazzonica del Perù. Le formiche del limone usano l'acido formico (una sostanza chimica abbastanza comune tra le specie di formiche) come erbicida. Eliminando gli alberi inadatti alle colonie di formiche del limone, questi animali producono habitat caratteristici conosciuti come i giardini del diavolo[12][13].
- I castori costruiscono dighe e quindi creano laghi che modellano e alterano drasticamente gli ecosistemi ripariali. Queste attività modificano il ciclo dei nutrienti e le dinamiche di decomposizione, influenzano l’acqua e i materiali trasportati a valle e, in definitiva, influenzano la composizione e la diversità delle piante e della comunità[14].
- Le diatomee bentoniche che vivono nei sedimenti degli estuari nella Baia di Fundy, in Canada, secernono essudati di carboidrati che legano la sabbia e stabilizzano l'ambiente. Ciò modifica lo stato fisico della sabbia che consente ad altri organismi (come l'anfipode Corophium volutator) di colonizzare l'area[15].
- Gli arbusti del chaparral e i pini aumentano la frequenza degli incendi boschivi attraverso la dispersione di aghi, coni, semi e oli, che essenzialmente "sporcano" il suolo della foresta. Il vantaggio di questa attività è legato da un adattamento alla resistenza al fuoco che li avvantaggia rispetto ad altri vegetali[16].
- Il lievito Saccharomyces cerevisiae crea un nuovo ambiente durante la fermentazione del frutto. Questo processo di fermentazione a sua volta attira i moscerini della frutta ai quali è strettamente associato[17].
- I cianobatteri forniscono un esempio su scala planetaria attraverso la produzione di ossigeno come prodotto di scarto della fotosintesi (vedi Catastrofe dell'ossigeno). Ciò ha cambiato radicalmente la composizione dell’atmosfera terrestre e degli oceani, con vaste conseguenze macroevolutive ed ecologiche[18].
- Le microbialiti[19] (un deposito sedimentario bentonico costituito da fango carbonatico con diametro delle particelle < 5 µm che si forma con la mediazione di microbi) rappresentano antiche nicchie costruite da comunità batteriche che dimostrano che la costruzione di nicchie era presente nelle prime forme di vita.

## Conseguenze

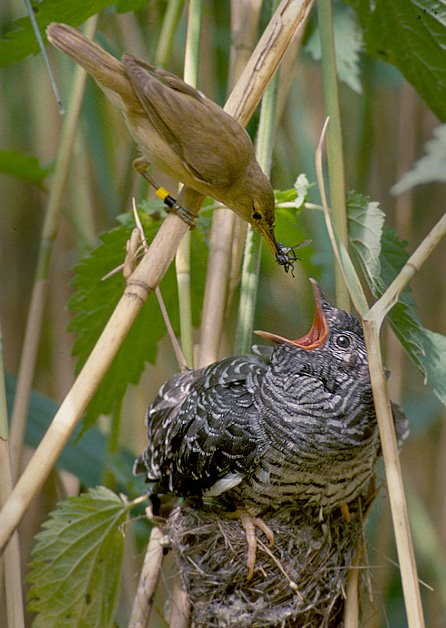
Un Acrocephalus che dà da mangiare al suo grande intruso neonato.

Man mano che le creature costruiscono nuove nicchie, possono avere un effetto significativo sul mondo che le circonda. 
- Una conseguenza importante della costruzione di una nicchia è che essa può influenzare la selezione naturale della specie che costruisce la nicchia stessa. Il cuculo comune è un esempio di tale conseguenza. Esso sfrutta in modo parassita altri uccelli deponendo le uova nei loro nidi. Ciò aveva portato a diversi adattamenti tra i cuculi, incluso un breve tempo di incubazione per le loro uova. Esse devono schiudersi prima delle altre in modo che il pulcino possa spingere le uova dell'ospite fuori dal nido, assicurandosi che non abbia concorrenza nell'attirare l'attenzione dei genitori. Un altro adattamento che ha acquisito è che il pulcino imita i richiami di pulcini più giovani, in modo che i genitori portino il cibo non solo per un piccolo, ma per un'intera covata[4][20].
- La costruzione di una nicchia può anche generare interazioni co-evolutive, come nel caso di lombrichi, castori e lieviti sopra riportati.
- È stato scoperto che lo sviluppo di molti organismi e la ricorrenza dei tratti attraverso le generazioni dipendono dalla costruzione di ambienti di sviluppo come i nidi da parte di organismi ancestrali (ossia con caratteri somatici che si suppone fossero presenti nei loro antenati più remoti). L’eredità ecologica[21] si riferisce alle risorse e alle condizioni ereditate, e alle pressioni selettive modificate associate, che gli organismi ancestrali lasciano in eredità ai loro discendenti come risultato diretto della loro costruzione di nicchia.
- La costruzione di nicchie ha importanti implicazioni per la comprensione, la gestione e la conservazione degli ecosistemi[15].

## Storia
La teoria della costruzione di nicchia (NCT - Niche Construction Theory) è stata anticipata da diverse persone in passato, incluso il fisico Erwin Schrödinger nel suo Che cos'è la vita? e nei suoi saggi Mente e Materia (1944). Uno dei primi sostenitori della prospettiva della costruzione di nicchia in biologia fu il biologo dello sviluppo Conrad Waddington. Egli ha concentrato i suoi studi sui molti modi in cui gli animali modificano i loro ambienti selettivi nel corso della loro vita, scegliendo e modificando le loro condizioni ambientali, un fenomeno che ha definito "il sistema di sfruttamento". 
La prospettiva della costruzione di nicchia è stata successivamente portata alla ribalta attraverso gli scritti del biologo evoluzionista di Harvard, Richard Lewontin. Negli anni '70 e '80 Lewontin scrisse una serie di articoli sull'adattamento, in cui sottolineava che gli organismi non si adattano passivamente attraverso la selezione a condizioni preesistenti, ma costruiscono attivamente componenti importanti delle loro nicchie. 
Il biologo di Oxford John Odling-Smee nel 1988 è stato il primo a coniare il termine "costruzione di nicchia" e il primo a sostenere che tale definizione ed "eredità ecologica" dovrebbero essere riconosciuti come processi evolutivi. Nel decennio successivo la ricerca sulla costruzione di nicchie aumentò rapidamente, con un'ondata di studi sperimentali e teorici in un'ampia gamma di campi.

## Modello di costruzione di nicchie

Costruzione di nicchia nel tempo evolutivo. L'organismo cambia il suo ambiente e si adatta ad esso. Nella colonna O di lettere minuscole: i fenotipi. Nella colonna E di lettere maiuscole: attributi e ambiente.

La teoria matematica dell'evoluzione di Marcus William Feldman, professore presso l'Università di Stanford, esplora sia l'evoluzione della costruzione di nicchia, sia le sue conseguenze evolutive ed ecologiche. Queste analisi suggeriscono che la costruzione di nicchie è di notevole importanza. Ad esempio, la costruzione di nicchia può:
- fissare geni o fenotipi che altrimenti sarebbero deleteri, creare o eliminare equilibri e influenzare i tassi evolutivi[26][27][28];
- causare ritardi evolutivi, generare inerzia, effetti autocatalitici (in cui le specie beneficiano reciprocamente interagendo tra loro), risposte catastrofiche alla selezione e dinamiche cicliche[26][28];
- guidare i propri tratti verso la fissazione creando associazioni statistiche con i tratti del destinatario[27];
- facilitare l'evoluzione della cooperazione[29][30];
- regolare gli stati ambientali, consentendo la persistenza in condizioni altrimenti inospitali, facilitando l’espansione del raggio d’azione (che si verifica quando una popolazione di organismi si espande in uno spazio precedentemente non occupato da essa) e influenzando la capacità portante dell'ambiente[31][32];
- guidare eventi co-evolutivi, migliorare la concorrenza tra gli organismi, influenzare la probabilità di coesistenza e produrre tendenze macroevolutive[32].

## Impatto umano
La teoria della costruzione di nicchia ha avuto un impatto particolare nelle scienze umane, tra cui l'antropologia biologica, l'archeologia e la psicologia. È ormai riconosciuto che la costruzione di nicchia ha svolto un ruolo importante nell'evoluzione umana, inclusa l'evoluzione delle capacità cognitive. Il suo impatto è probabilmente dovuto al fatto che è evidente che gli esseri umani possiedono una capacità insolitamente potente di regolare, costruire e distruggere il loro ambiente, e che questo sta generando alcuni pressanti problemi attuali (ad esempio il cambiamento climatico, la deforestazione, l'urbanizzazione). Tuttavia, gli scienziati sono stati attratti dalla prospettiva della costruzione di nicchia perché riconosce le attività umane come un processo direttivo, piuttosto che una semplice conseguenza della selezione naturale. La costruzione di una nicchia culturale può anche influenzare altri processi culturali, ad esempio la genetica.
La teoria della costruzione di nicchia sottolinea come i caratteri acquisiti svolgano un ruolo evolutivo, attraverso la trasformazione di ambienti selettivi. Ciò è particolarmente rilevante per l’evoluzione umana, dove la nostra specie sembra essersi impegnata in estese modifiche ambientali attraverso pratiche culturali. Tali pratiche non sono esse stesse adattamenti biologici (piuttosto, sono il prodotto di quegli adattamenti molto più generali, come la capacità di apprendere, in particolare dagli altri, di insegnare, di usare il linguaggio e così via, che sono alla base della cultura umana).
I modelli matematici hanno stabilito che la costruzione di nicchie culturali può modificare la selezione naturale sui geni umani e guidare eventi evolutivi. Questa interazione è nota come teoria dell'eredità duale. Oggi non ci sono dubbi sul fatto che la costruzione di nicchie culturali umane abbia co-diretto l’evoluzione umana. Gli esseri umani hanno modificato la selezione, ad esempio, disperdendosi in nuovi ambienti con regimi climatici diversi, ideando pratiche agricole o addomesticando il bestiame. Un esempio ben documentato è la scoperta che l’allevamento del settore lattiero caseario ha creato la pressione selettiva che ha portato alla diffusione degli alleli per la persistenza di lattasi negli adulti. Le analisi del genoma umano hanno identificato molte centinaia di geni soggetti a selezione recente e si ritiene che in molti casi le attività culturali umane siano una delle principali fonti di selezione. L'esempio della persistenza di lattasi può essere rappresentativo di un modello molto generale di teoria dell'eredità duale.
La costruzione di nicchia è centrale anche in diversi resoconti riguardanti l'evoluzione del linguaggio umano. Ad esempio, Derek Bickerton descrive come gli antenati degli umani costruirono nicchie che permettevano loro di comunicare per reclutare un numero di individui sufficiente a scacciare i predatori dalla megafauna. Egli sostiene che l'uso del linguaggio umano, a sua volta, ha creato una nuova nicchia.

## Stato attuale
Anche se il fatto che avvenga la costruzione di nicchie non è controverso, e il suo studio risale ai classici libri di Darwin sui lombrichi e sui coralli, le conseguenze evolutive di tale costruzione non sono sempre state pienamente apprezzate. I ricercatori differiscono sulla misura in cui la costruzione di una nicchia richiede cambiamenti nella comprensione del processo evolutivo. Molti sostenitori della prospettiva della costruzione di nicchia si allineano con altri elementi progressisti nella ricerca di una "sintesi evoluzionistica estesa" (Extended Evolutionary Synthesis - EES, ossia un insieme di concetti teorici ritenuti più completi della precedente sintesi moderna), una posizione che altri eminenti biologi evoluzionisti rifiutano. Laubichler e Renn sostengono che la teoria della costruzione di nicchia offre la prospettiva di una sintesi più ampia dei fenomeni evolutivi attraverso "la nozione di sistemi di eredità espansi e multipli (da quello genomico a quello ecologico, sociale e culturale)". 

La teoria della costruzione di nicchia (NCT) rimane controversa, in particolare tra i biologi evoluzionisti ortodossi. Infatti l'affermazione secondo la quale la costruzione di una nicchia sia un processo evolutivo ha suscitato polemiche. Una collaborazione tra critici e sostenitori della prospettiva della costruzione di nicchia ha tentato di individuare le differenze tra i diversi punti di vista. Tali studiosi hanno scritto:
"L'NCT sostiene che la costruzione di una nicchia è un processo evolutivo distinto, potenzialmente di pari importanza rispetto alla selezione naturale. Gli scettici lo contestano. Per loro, i processi evolutivi sono processi che cambiano le frequenze alleliche, di cui ne identificano quattro (selezione naturale, deriva genetica, mutazione genetica, migrazione (flusso genico)... Non vedono come la costruzione di nicchia generi o classifichi la variazione genetica indipendentemente da questi altri processi, o come cambi le frequenze alleliche in qualsiasi altro modo. Al contrario, NCT adotta una nozione più ampia di un processo evolutivo, che condivide con altri biologi evoluzionisti, anche se il sostenitore concorda sul fatto che esiste un'utile distinzione da fare tra i processi che modificano direttamente le frequenze alleliche e i fattori che svolgono ruoli diversi nell'evoluzione... Gli scettici probabilmente rappresentano la posizione maggioritaria: i processi evolutivi sono quelli che modificano le frequenze alleliche. I sostenitori della NCT, al contrario, fanno parte di una considerevole minoranza di biologi evoluzionisti che concepiscono i processi evolutivi in modo più ampio, come qualsiasi cosa che distorca sistematicamente la direzione o il tasso di evoluzione, un criterio che loro (ma non gli scettici) ritengono che la costruzione di nicchia soddisfi." 
Gli autori concludono che i loro disaccordi riflettono una disputa più ampia all'interno della teoria evoluzionistica sulla necessità o meno di riformulazione della sintesi moderna, così come i diversi usi di alcuni termini chiave (ad esempio "processo evolutivo"). Ulteriori controversie circondano l'applicazione della teoria della costruzione di nicchia alle origini dell'agricoltura in ambito archeologico. In una revisione del 2015, l'archeologo Bruce Smith ha concluso: 
"Le spiegazioni per la domesticazione di piante e animali] basate sulla modellazione dell'ampiezza della dieta presentano una serie di difetti concettuali, teorici e metodologici; gli approcci basati sulla teoria della costruzione di nicchia sono molto meglio supportati dalle prove disponibili nelle due regioni considerate (Nord America orientale ed ecozona neotropicale)". 
Tuttavia, altri ricercatori non vedono alcun conflitto tra la teoria della costruzione di nicchia e l'applicazione dei metodi di ecologia comportamentale in archeologia. 
Nel 2017 è stata pubblicata una recensione critica di Manan Gupta e colleghi che ha portato a una disputa tra critici e sostenitori.
Nel 2018 un'altra revisione aggiorna l'importanza della costruzione di nicchia e dell'adattamento extragenetico (l'adattamento di cui si usufruisce nel corso di un "allenamento al cambiamento", in quanto l'organismo è, in una certa misura, ambientalmente modificabile) nei processi evolutivi.